# Ectropothecium plicatum
Ectropothecium plicatum är en bladmossart som beskrevs av Edwin Bunting Bartram och Hugh Neville Dixon 1936. Ectropothecium plicatum ingår i släktet Ectropothecium och familjen Hypnaceae. Inga underarter finns listade i Catalogue of Life.